# Karl Goedeke

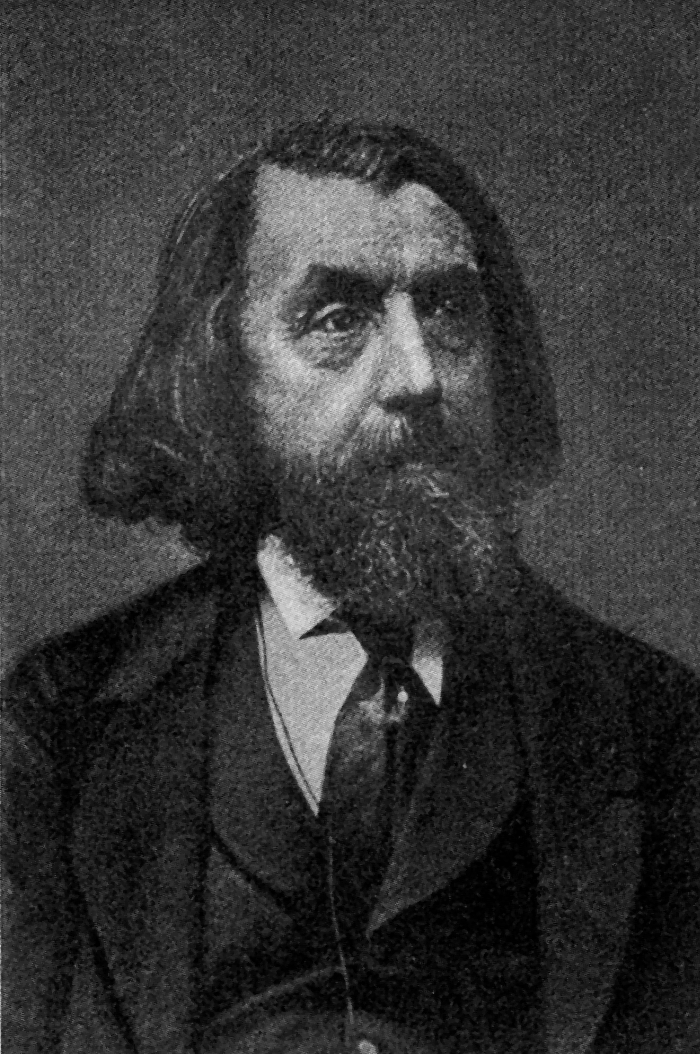
Karl Goedeke, Mitte 19. Jahrhundert

Karl Friedrich Ludwig Goedeke (auch Karl Ludwig Friedrich Goedeke, Pseudonyme Ernst Fröhlich und Karl Stahl; * 15. April 1814 in Celle; † 27. Oktober 1887 in Göttingen) war ein deutscher Schriftsteller und Literaturhistoriker. Er war Herausgeber der Klassiker-Editionen für Cotta und wurde durch seine literaturhistorischen Arbeiten, vor allem durch sein Werk Grundriß zur Geschichte der deutschen Dichtung (1857–1881) berühmt, das bis heute fortgesetzt wird und als „Goedeke“ eine der wichtigsten Sammelbibliografien der germanistischen Forschung darstellt. Der Goedeke zählt zu den viel benutzten Standardwerken für Antiquare und Buchliebhaber als umfangreichste Enzyklopädie der deutschen Literaturgeschichte.

## Leben
Karl Goedeke kam als Sohn eines Maurermeisters zur Welt. Er besuchte zunächst das Gymnasium in Celle, ab 1828 dann das „Königliche Pädagogium“ in Ilfeld, um von 1833 bis 1838 an der Universität Göttingen Philologie und Geschichte zu studieren. Seine Lehrer waren Georg Friedrich Benecke, die Brüder Grimm, Georg Gottfried Gervinus, Friedrich Dahlmann und Karl Otfried Müller. Goedeke verließ die Universität ohne Abschluss, nachdem er ab 1837 anlässlich des Protestes der Göttinger Sieben erstmals journalistisch in der Augsburger Allgemeinen Zeitung tätig geworden war, dann auch für andere Zeitungen.
1838 kehrte er in seine Heimatstadt Celle zurück und schrieb hier für verschiedene norddeutsche „Blätter politische und litterarische Correspondenzen, lieferte Kritiken und novellistische Beiträge“.
1842 siedelte Goedeke nach Hannover über, begann eine enge Freundschaft mit Heinrich Wilhelm Hahn und – wenn er vorübergehend auch zum Verlassen Hannovers gezwungen war – veröffentlichte unter anderem bei der Hahnschen Verlagsbuchhandlung mehrere Werke, darunter die erste Biographie über Freiherr Adolph Franz Friedrich Ludwig Knigge. 1843 wurde Goedeke Mitglied im Hannoverschen Künstlerverein. Ab 1845 war Goedeke Cheflektor an der von Hermann Harrys herausgegebenen Hannoverschen Morgenzeitung. Goedeke war Bezirksvorsteher in Hannover; 1848 wurde er als einer von zwei Vertretern in die Zweite Kammer der Ständeversammlung Hannovers gewählt. In Hannover begründete Goedeke von 1851 bis 1855 seine biographisch-bibliographische Methode der Literaturwissenschaft.
1859 zog Goedeke wieder nach Göttingen, wo er zunächst als Privatgelehrter tätig war und seit 1862 den Titel eines Ehrendoktors der philosophischen Fakultät der Universität Tübingen trug. 1863 heiratete er die 14 Jahre jüngere Sophie Lohmeyer (1828–1905) aus Verden, 1873 wurde er in Göttingen zum außerordentlichen Professor für Literaturgeschichte ernannt.

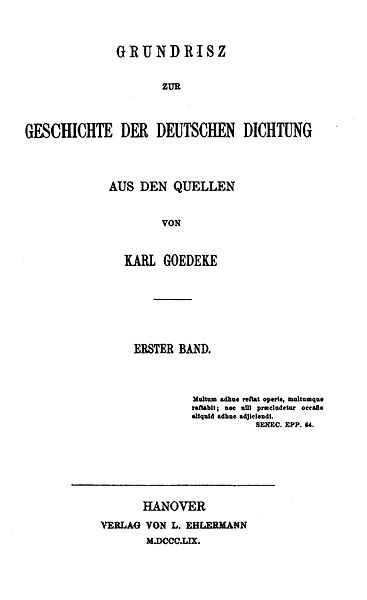

## Veröffentlichungen (Auswahl)

### Belletristische Werke
- Politische Gedichte. Basel, 1838 (Ursprünglicher Titel: Gedichte eines Hannoveraners; wurde nicht ausgeliefert und ist verschollen)[5]
- König Kodrus, eine Mißgeburt der Zeit. Leipzig, 1839
- Novellen. Celle, 1841

### Von Goedeke herausgegebene Anthologien
- Novellen-Almanach für das Jahr 1843. Hannover, 1842
- Deutschlands Dichter von 1813 bis 1843. Eine Auswahl von 872 charakteristischen Gedichten aus 131 Dichtern. Hannover, 1844
- Edelsteine. Eine Festgabe der schönsten Gedichte aus den neuesten Dichtern. Hannover, 1851